# عوينات كبيرة
عوينات كبيرة  قرية سوريّة تتبع إداريّاً لمحافظة حلب منطقة جبل سمعان ناحية تل الضمان، بلغ تعداد سكانها 1,262 نسمة حسب التعداد السكاني لعام 2004.